# Jovian Europa Orbiter
El Jovian Europa Orbiter (JEO) va ser un estudi de viabilitat de l'Agència Espacial Europea per a una missió a la lluna Europa de Júpiter. El JEO seria capaç de recollir informació sobre Europa si estigués en òrbita, i es correspondria amb el Jovian Relay Spacecraft (JRS) i el Jovian Minisat Explorer (JME).
El Jovian Europa Orbiter és part del "Technology Reference Studies" de l'ESA, que va ser substituït en el 2007 pel Programa "Cosmic Vision" que inclou l'Europa Jupiter System Mission.
No s'ha de confondre el JEO amb el Jupiter Europa Orbiter que és part de l'Europa Jupiter System Mission o de l'Europa Orbiter, una missió de la NASA a Europa que va ser cancel·lada.